# Evangelische Stadtkirche Karlsruhe

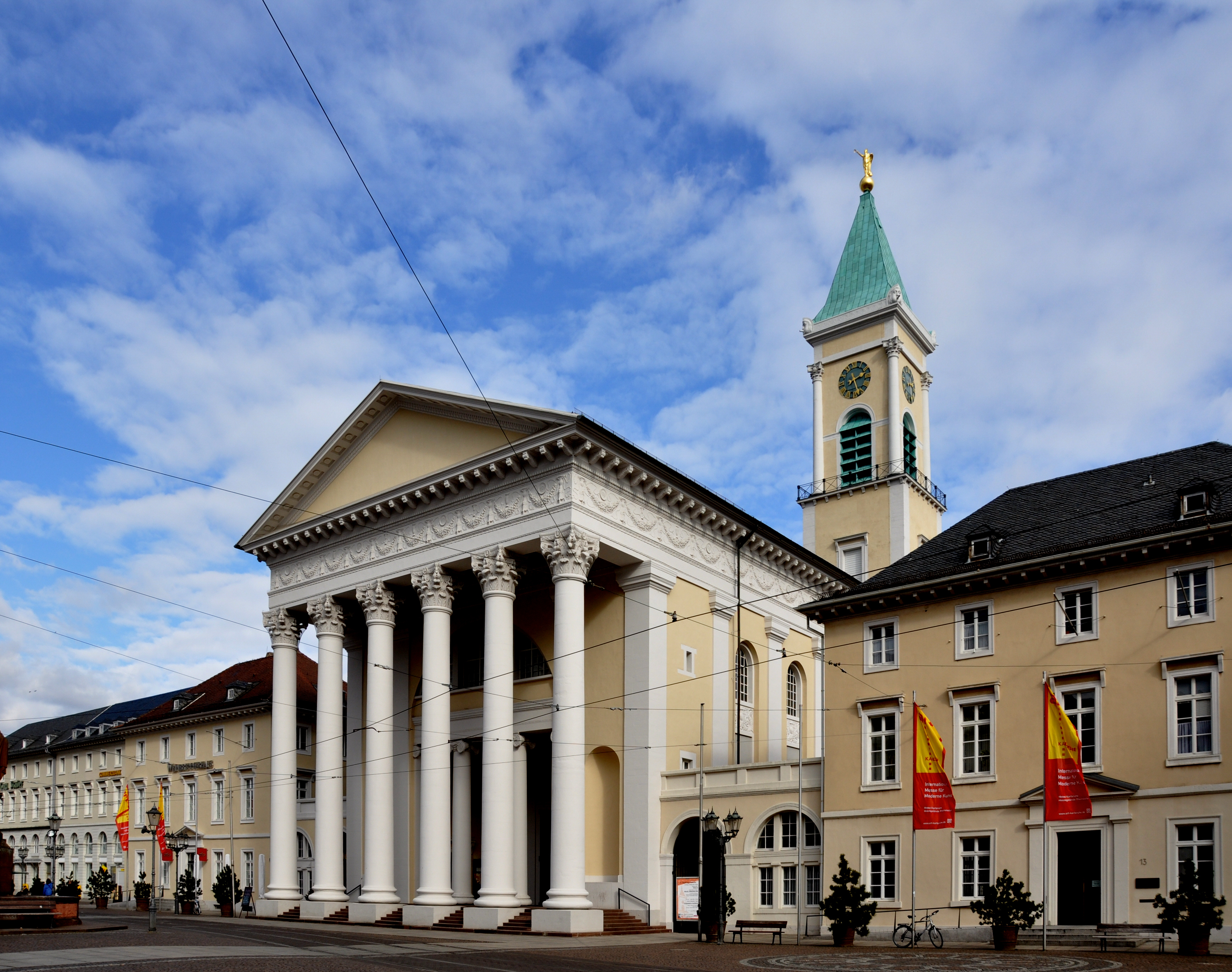
Evangelische Stadtkirche Karlsruhe

Die Evangelische Stadtkirche ist eine im frühen 19. Jahrhundert erbaute evangelische Kirche in der Innenstadt von Karlsruhe. Sie ist eines der zwei Kirchengebäude der Alt- und Mittelstadtgemeinde Karlsruhe sowie Predigtstelle des Landesbischofs der Evangelischen Landeskirche in Baden und somit die Hauptkirche der Landeskirche.

## Geschichte
Die Stadtkirche wurde nach Plänen von Friedrich Weinbrenner und nach Vorgaben des Großherzogs Karl Friedrich von Baden als Kathedralkirche des Landes Baden am Karlsruher Marktplatz erbaut. Die Grundsteinlegung der Kirche erfolgte am 8. Juni 1807, die Einweihung der Kirche fand am 2. Juni 1816 (Pfingsten) statt.
Im Zweiten Weltkrieg wurde die Kirche stark zerstört und anschließend unter Leitung von Horst Linde wieder aufgebaut, äußerlich an Originalpläne angelehnt, innen modern. Eingeweiht wurde die neu errichtete Kirche am 30. November 1958 von dem damaligen Landesbischof Julius Bender.
Die Unterkirche diente ursprünglich als Grablege der großherzoglichen Familie. Daher wurde sie auch als großherzogliche Hofkirche bezeichnet. Die Särge wurden 1946 in das Mausoleum im Fasanengarten überführt.

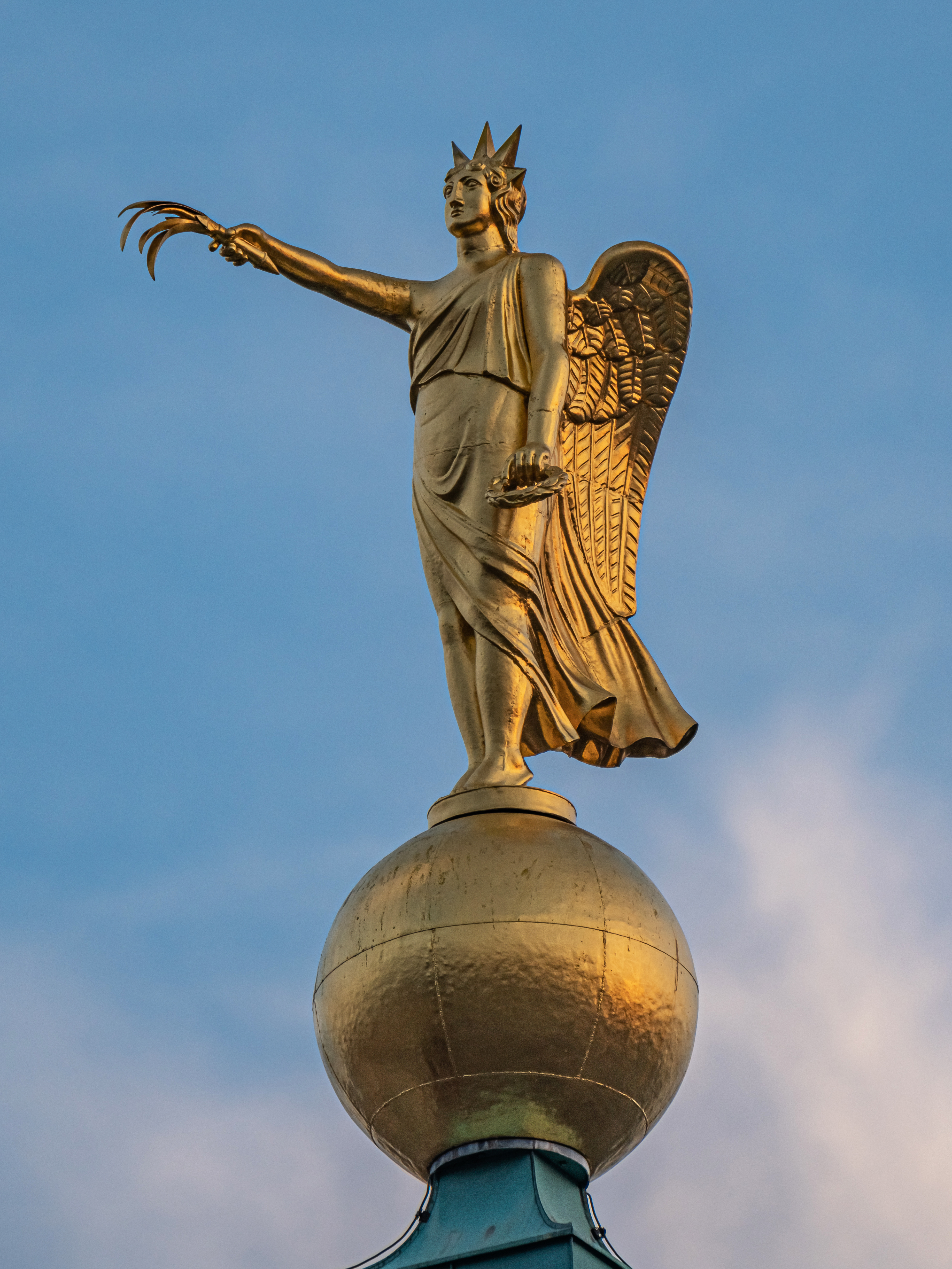
Friedensengel auf der Turmspitze

## Architektur

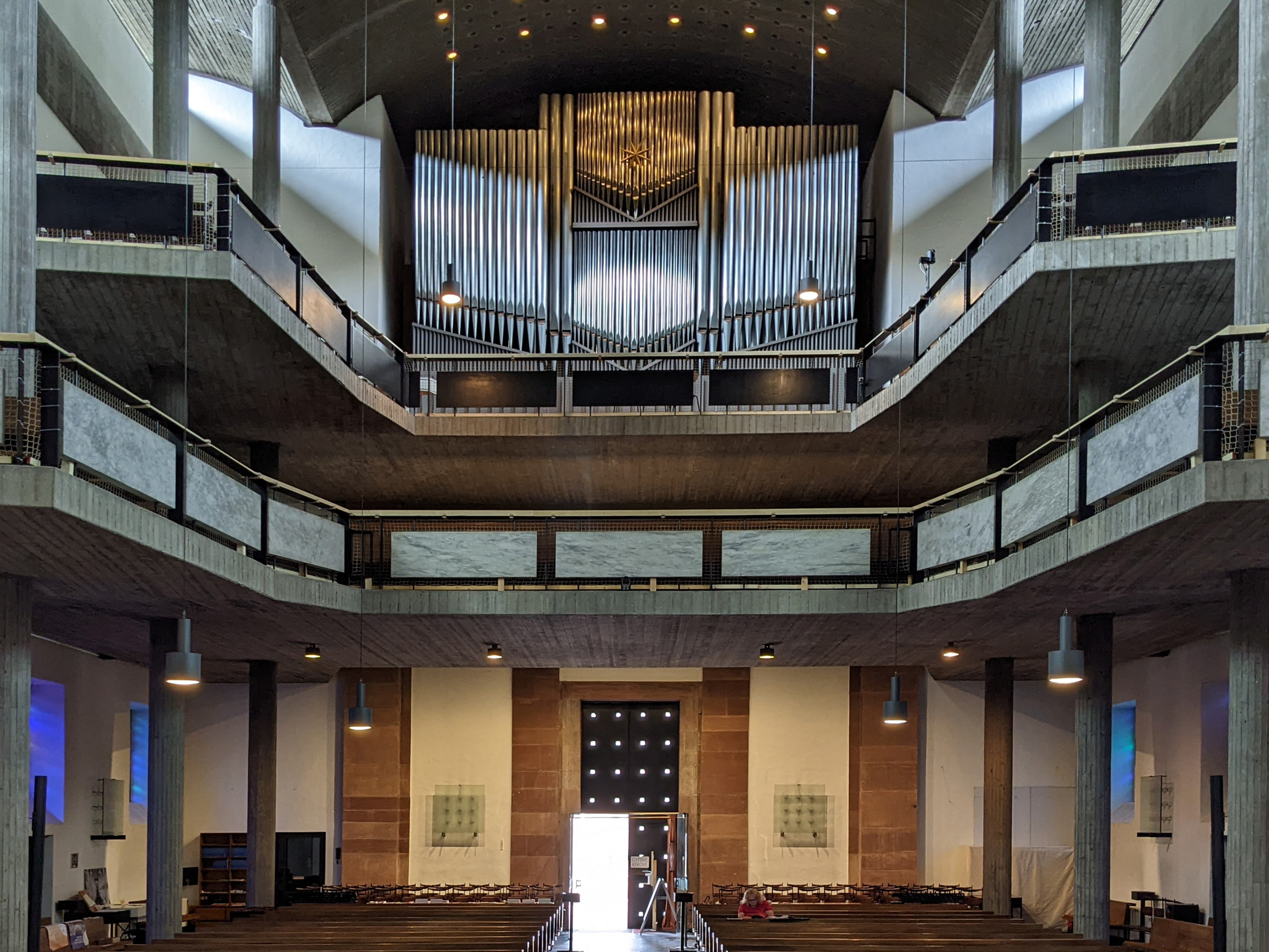
Blick zur Hauptorgel

Der Großherzog nahm starken Einfluss auf das Aussehen der Kirche. Sie ist nach den Grundzügen eines römischen Tempels gestaltet. Der flachgedeckten Emporenhalle ist ein Säulenportikus korinthischer Ordnung vorangestellt. An beiden Seiten befinden sich Höfe und profane Flügelbauten. 
Der Glockenturm ist 61,70 m hoch, auf seine Plattform führen 150 Stufen. Der Friedensengel auf der Spitze des Turms ist 2,70 m hoch. Er konnte entsprechend einer erhaltenen Form nachgegossen werden und zeigt an, woher der Wind weht. Der Turm beherbergt ein großes Geläut aus fünf Glocken von der Glockengießerei Bachert aus dem Jahr 1958 in der Disposition as0–c1–es1–f1–as1.

## Orgel
In der Stadtkirche befand sich bis 1944 eine große Orgel, die auf das 1751 von Johann Andreas Silbermann und seinem Bruder Johann Daniel Silbermann für die Villinger Stiftskirche erbaute Instrument zurückging. Dieses gelangte als Geschenk des Großherzogs Karl Friedrich in die neu erbaute Stiftskirche und wurde bis zu seiner Zerstörung in mehreren Etappen technisch modernisiert und stark erweitert. Nach dem Wiederaufbau der Kirche wurde 1957 ein neues Instrument des Orgelbauunternehmens G. F. Steinmeyer & Co. mit elektrischen Spiel- und Registertrakturen eingeweiht. Es hat folgende Disposition:
| I Hauptwerk C–   |        |
| Prinzipal        | 16′    |
| Prinzipal        | 8′     |
| Grobgedackt      | 8′     |
| Spitzflöte       | 8′     |
| Praestant        | 4′     |
| Rohrflöte        | 4′     |
| Quintnasat       | 2 ⁄3′  |
| Oktav            | 2′     |
| Waldflöte        | 2′     |
| Terzprinzipal    | 1 3⁄5′ |
| Sedecima         | 1′     |
| Mixtur V-VII     | 2′     |
| Helle Zimbel III | 1⁄2′   |
| Fagott           | 16′    |
| Solotrompete     | 8′     |
| Feldtrompete     | 4′     |

| II Oberwerk C–  |        |
| Rohrpommer      | 16′    |
| Engprinzipal    | 8′     |
| Spitzgedackt    | 8′     |
| Weidenpfeife    | 8′     |
| Kupferprinzipal | 4′     |
| Nachthorn       | 4′     |
| Gemsquinte      | 2 ⁄3′  |
| Schwegelpfeife  | 2′     |
| Terzflöte       | 1 3⁄5′ |
| Spitzquinte     | 1 ⁄3′  |
| Septime         | 1 ⁄7′  |
| Blockflöte      | 1′     |
| Scharfmixtur V  | 1′     |
| Rohrschalmei    | 8′     |
| Kleinoboe       | 4′     |
| Tremulant       |        |

| III Schwellwerk C– |       |
| Quintadena         | 16′   |
| Holzflöte          | 8′    |
| Singend Gedackt    | 8′    |
| Flöte              | 8′    |
| Gambe              | 8′    |
| Unda maris         | 8′    |
| Kleinprinzipal     | 4′    |
| Blockflöte         | 4′    |
| Quintgedackt       | 2 ⁄3′ |
| Spillpfeife        | 2′    |
| Oktävlein          | 1′    |
| Mixtur IV-VI       | 1 ⁄3′ |
| Nonquintan II      | 1 ⁄3′ |
| Engtrompete        | 8′    |
| Clarine            | 4′    |
| Tremulant          |       |

| IV Barockwerk C– |       |
| Flötgedackt      | 8′    |
| Copula           | 4′    |
| Weitquinte       | 2 ⁄3′ |
| Blockflöte       | 2′    |
| Querpfeife       | 1′    |
| Cymbel III       | 1⁄6′  |
| Rankett          | 16′   |
| Krummhorn        | 8′    |
| Spitzregal       | 4′    |
| Zimbelstern      |       |
| Tremulant        |       |

| Pedal C–d1      |         |
| Prinzipalbass   | 16′     |
| Subbass         | 16′     |
| Quintadena      | 16′     |
| Quintbass       | 10 2⁄3′ |
| Oktavbass       | 8′      |
| Holzgedackt     | 8′      |
| Choralbass      | 4′      |
| Nachthorn       | 2′      |
| Basszink III    | 5 1⁄3′  |
| Rauschwerk III  | 2′      |
| Bombarde        | 32′     |
| Posaune         | 16′     |
| Fagott          | 16′     |
| Trompete        | 8′      |
| Clarine         | 4′      |
| Singend Kornett | 2′      |

- Spielhilfen: elektronische Setzeranlage, Crescendowalze.

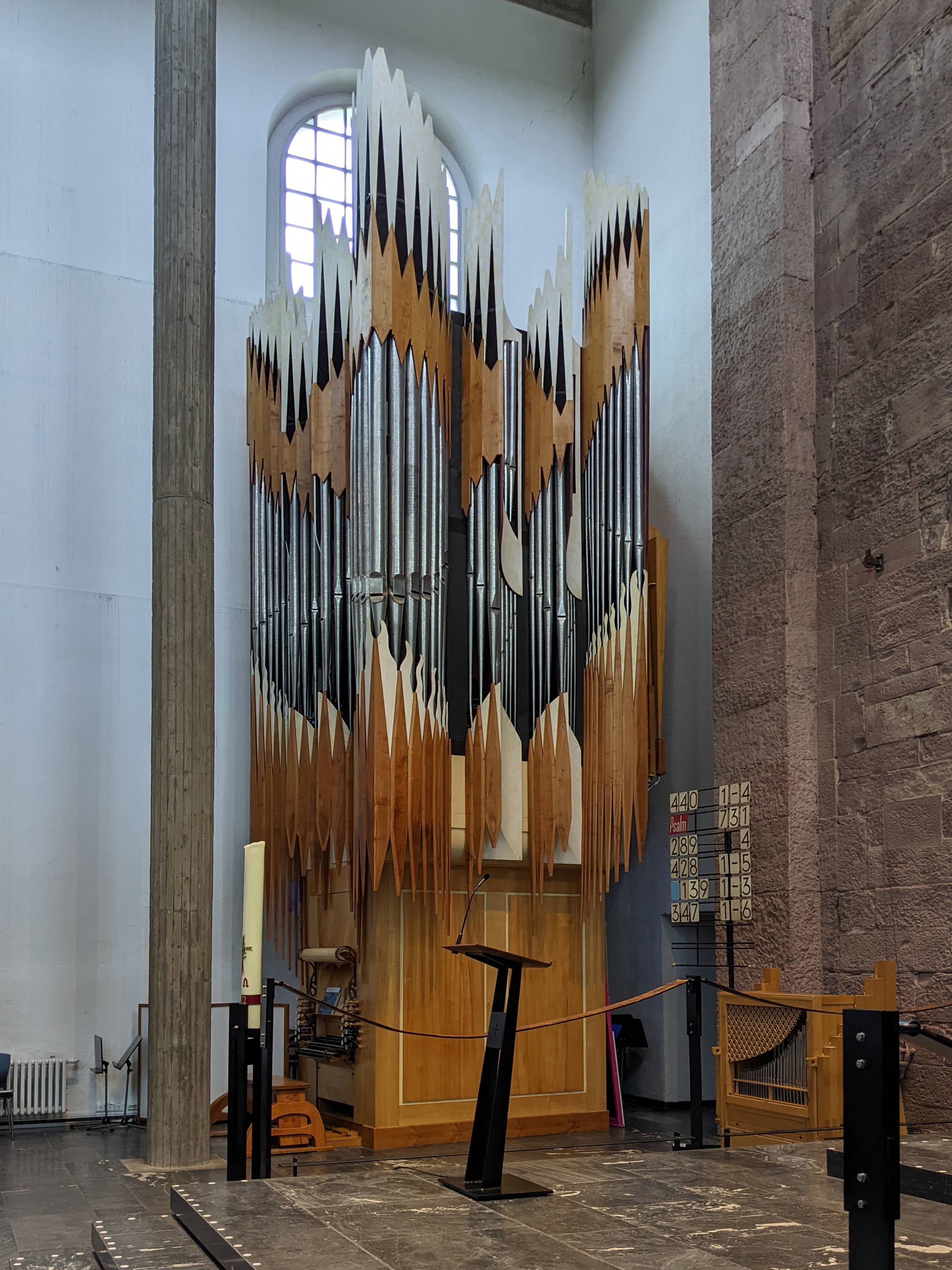
Die Rémy Mahler-Orgel

Ein weiteres Instrument stammt von dem elsässischen Orgelbauer Rémy Mahler. 
| II Résonance (C–g‴) |     | III Positif (C–g‴) |        | Pedal (C–f′)     |          |
| ------------------- | --- | ------------------ | ------ | ---------------- | -------- |
| Coppel              | 16′ | Bourdon            | 8′     | Coppel           | 16′ (TM) |
| Montre              | 8′  | Prestant           | 4′     | Montre           | 8′ (TM)  |
| Flûte à cheminée    | 8′  | Flûte              | 4′     | Flûte à cheminée | 8′ (TM)  |
| Gambe               | 8′  | Nazard             | 2 ⁄3′  | Gambe            | 8′ (TM)  |
| Flûte à fuseau      | 4′  | Doublette          | 2′     | Flûte à fuseau   | 4′ (TM)  |
| Cornet V            |     | Tierce             | 1 3⁄5′ | Trompette        | 8′ (TM)  |
| Trompette           | 8′  | Larigot            | 1 ⁄3′  | Flûte            | 8′       |
| Tremulant           |     | Fourniture III     |        | Bombarde         | 16′      |
|                     |     | Cromorne           | 8′     |                  |          |
|                     |     | Tremulant          |        |                  |          |

- Spielhilfen: Koppel II an P, Koppel III an P. Das erste Manual ist als Koppelmanual ausgeführt: es hat keine eigenen Register, spielt aber die Manuale II und III gemeinsam an.[2]

## Glocken
Der schlanke Kirchturm beherbergt ein fünfstimmiges Glockengeläut aus Bronze, welches 1958 von der Glockengießerei Bachert in Karlsruhe gegossen wurde.
| Glocke | Name           | Masse    | Durchmesser | Schlagton |
| ------ | -------------- | -------- | ----------- | --------- |
| 1      | Friede         | 5.297 kg | 199 cm      | As°       |
| 2      | Glaube         | 2.759 kg | 159 cm      | c′        |
| 3      | Liebe          | 1.534 kg | 132 cm      | es′       |
| 4      | Hoffnung       | 0.982 kg | 116 cm      | f′        |
| 5      | Heiliger Geist | 0.606 kg | 097 cm      | as′       |